# Renan Rocha
Renan Nelson Rocha (sinh ngày 25 tháng 3 năm 1987 tại Piracicaba, Brasil) thường gọi là Renan Rocha, chơi ở vị trí Thủ môn cho câu lạc bộ Atlético Paranaense

## Sự nghiệp
Anh từng chơi cho rất nhiều câu lạc bộ tại Brasil, năm 2004 anh chuyển đến chơi cho câu lạc bộ Atlético Paranaense.